# Летище Темпелхоф (писта)
Летище Темпелхоф (Biscayne Bay Street Circuit) е временна писта за Формула Е, разположена на територията на нефункциониращото летище Берлин-Темпелхоф в Берлин, Германия.
Първоначалната идея на организаторите е Берлин да домакинства на кръг от Формула Е на временна писта по улиците на града на фона на Бранденбургската врата, но тя не е приета от берлинския сенат. Така се стига до решението пистата да бъде разположена на бетонната площадка пред терминала на летището. Тя е дълга почти 2,5 километра и има 17 завоя. Дизайнът ѝ е дело на Родриго Нунес. Първият старт на пистата е на 23 май 2015 г.

## Победители
| Година   | Победител         | Отбор            | Време (Об.)    | Най-бърза обиколка | Пол позишън       | Дата   |
| -------- | ----------------- | ---------------- | -------------- | ------------------ | ----------------- | ------ |
| 2015     | Жером Д'Амброзио  | Драгън Рейсинг   | 48:26.566 (33) | Нелсиньо Пикет     | Ярно Трули        | 23 май |
| 2017 (1) | Феликс Розенквист | Махиндра Рейсинг | 53:19.661 (44) | Мич Евънс          | Лукас ди Граси    | 10 юни |
| 2017 (2) | Себастиен Буеми   | Рено е.дамс      | 56:02.155 (46) | Маро Енгел         | Феликс Розенквист | 11 юни |